# Norjannah Hafiszah Jamaludin
Norjannah Hafiszah Jamaludin (* 23. Mai 1986) ist eine ehemalige malaysische Leichtathletin, die sich auf den Sprint spezialisiert hat.

## Sportliche Laufbahn
Erste Erfahrungen bei internationalen Meisterschaften sammelte Norjannah Hafiszah Jamaludin im Jahr 2007, als sie bei der Sommer-Universiade in Bangkok mit 12,53 s in der ersten Runde im 100-Meter-Lauf ausschied und über 200 m das Viertelfinale erreichte und dort mit 26,22 s ausschied. Anschließend belegte sie bei den Südostasienspielen in Nakhon Ratchasima in 12,33 s den siebten Platz über 100 m und gewann in 46,38 s die Bronzemedaille mit der malaysischen 4-mal-100-Meter-Staffel hinter den Teams aus Thailand und Vietnam. Zwei Jahre später schied sie bei den Asienmeisterschaften in Guangzhou mit 12,00 s im Halbfinale über 100 m aus und auch im 200-Meter-Lauf schied sie mit 25,34 s im Semifinale aus und anschließend belegte sie bei den Südostasienspielen in Vientiane in 11,82 s den vierten Platz über 100 m und erreichte über 200 m mit 24,48 s Rang sechs. Zudem wurde sie im Staffelbewerb in 45,69 s Vierte. Bei den Hallenweltmeisterschaften in Doha schied sie mit 7,90 s in der ersten Runde im 60-Meter-Lauf aus. Mit der Staffel nahm sie im November an den Asienspielen in Guangzhou teil und klassierte sich dort mit 45,54 s auf dem sechsten Platz. 2011 startete sie bei der Sommer-Universiade sowie erneut bei den Südostasienspielen und den Weltmeisterschaften in Daegu, jedoch wurde sie 2013 wegen eines Verstoßes gegen die Dopingbestimmungen verurteilt und daher wurden ihre Ergebnisse rückwirkend ab Juni 2011 annulliert und die Athletin gesperrt. Jedoch hatte sie ihre Karriere ohnehin mit Jahresende 2011 beendet.

## Persönliche Bestleistungen
- 100 Meter: 11,82 s (+1,6 m/s), 13. Dezember 2009 in Vientiane
  - 60 Meter (Halle): 7,90 s, 12. März 2010 in Doha
- 200 Meter: 24,48 s, 16. Dezember 2009 in Vientiane